# أوسلينغن-بوخ
أوسلينغن-بوخ (بالألمانية: Uesslingen-Buch) هي إحدى بلديات مقاطعة فراونفيلد في كانتون تورغاو في سويسرا. تبلغ مساحتها 14 كيلومتر مربع، ويقدر عدد سكانها بـ 1086 نسمة (حسب تعداد ديسمبر 2015).